# Leyla Söylemez
Leyla Söylemez, née le 1er janvier 1988 à Mersin (Turquie) est une activiste kurde, assassinée le 9 janvier 2013 dans le 10e arrondissement de Paris,.

## Biographie
Leyla Söylemez est née en 1989 dans le district de Lice, dans la province de Diyarbakır, au Kurdistan de Turquie. Elle passe son enfance à Mersin. Sa famille s'installe en Allemagne au cours des années 1990 et se fixe à Halle. Alors qu'elle entreprend des études d'architecture, Leyla Söylemez commence à s'engager pour la cause kurde. À partir de 2006, elle milite dans les rangs des organisations de la jeunesse kurde dans différentes villes d'Europe, notamment à Berlin, Cologne, Hanovre, Francfort et à Bâle. En 2012, elle est envoyée à Paris, pour contribuer aux activités du Centre d'information du Kurdistan.

## Assassinat
Elle est assassinée à Paris au Centre d'information du Kurdistan, 147 rue la Fayette, dans le Xe arrondissement, dans la nuit du 9 au 10 janvier 2013. Leyla Söylemez est exécutée avec deux autres militantes kurdes, Sakine Cansiz et Fidan Doğan. Selon la justice française, l'assassinat aurait pu être commandité par les services secrets turcs, le MİT.